# Большие Салтыки
Большие Салтыки (тат. Олы Салтык) — село в Камско-Устьинском районе Татарстана. Административный центр Большесалтыковского сельского поселения.

## География
Находится на реке Алгама, в 17 км к северо-западу от посёлка городского типа Камское Устье.

## История
Основано в начале XVII века предположительно выходцами из сёл Ташкирмень и Татарские Саралы, не желавшими исповедовать христианство.
В XVIII – первой половине XIX века жители относились к сословию государственных крестьян. Их основные занятия в этот период – земледелие и разведение скота, была распространена торговля.
В 1856 году в селе была построена деревянная мечеть. 
В «Списке населенных мест по сведениям 1859 года», изданном в 1866 году, населённый пункт упомянут как казённая деревня Большие Салтыки 1-го стана Тетюшского уезда Казанской губернии. Располагалась при реке Гремячей Ключь, по левую сторону Лаишевского торгового тракта, в 45 верстах от уездного города Тетюши и в 20 верстах от становой квартиры в казённом селе Новотроицкое (Сюкеево). В деревне, в 113 дворах проживали 627 человек (303 мужчины и 324 женщины), была мечеть.
В начале XX века здесь также функционировали мектеб, 6 ветряных мельниц, кузница, красильное заведение, 4 мелочные лавки.
В этот период земельный надел сельской общины составлял 1350,1 десятину.
До 1920 года село входило в Больше-Янасальскую волость Тетюшского уезда Казанской губернии. С 1920 года в составе Тетюшского, с 1927 года – Буинского кантонов ТАССР. С 10 августа 1930 года – в Камско-Устьинском, с 1 февраля 1963 года – в Тетюшском, с 12 января 1965 года в Камско-Устьинском районах.
В 1931 году в селе был организован колхоз, в 1994–2003 годах коллективное предприятие «1 мая», в 2003–2006 годах сельскохозяйственный производственный кооператив «1 мая».

## Население
| 1782 | 1859 | 1884 | 1897 | 1908 | 1920 | 1926 | 1938 | 1949 | 1958 | 1970 | 1989 | 2002 | 2010 | 2017 |
| ---- | ---- | ---- | ---- | ---- | ---- | ---- | ---- | ---- | ---- | ---- | ---- | ---- | ---- | ---- |
| 168  | 627  | 1032 | 1301 | 1500 | 1433 | 1012 | 852  | 591  | 509  | 479  | 373  | 404  | 399  | 334  |

Национальный состав села — татары.

## Экономика
Жители занимаются в основном сельским хозяйством в отделении «Большие Салтыки» общества с ограниченной ответственностью «Агрофирма «Буртасы», в крестьянских (фермерских) хозяйствах.

## Население
Начальная школа (с 1917 г.), дом культуры, библиотека (с 1951 г.), фельдшерско-акушерский пункт.

## Религия
Мечеть (с 2003 г.).